# Progressive Era

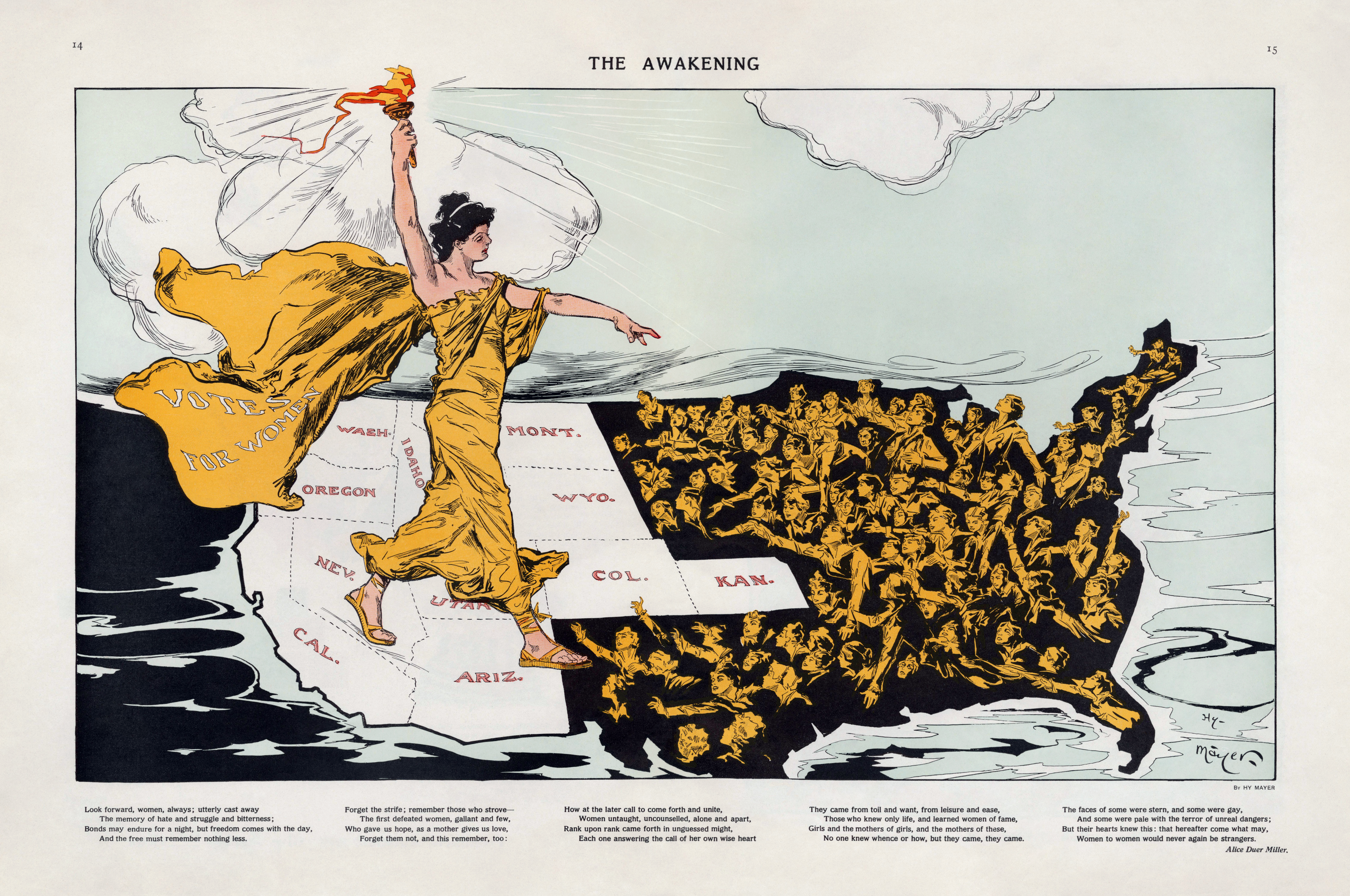
Zeichnung The Awakening: "Votes for Women" im Magazin Puck

Als Progressive Era (Deutsch: Fortschrittliche Ära) wird der Zeitabschnitt der Geschichte der Vereinigten Staaten bezeichnet, welcher von den 1890er Jahren bis zum Eintritt der Vereinigten Staaten in den Ersten Weltkrieg 1917 reicht. Zum Ende des Gilded Age waren die Vereinigten Staaten durch eine extreme soziale Ungleichheit gekennzeichnet, so hatten die sogenannten Räuberbarone, zu denen Unternehmer wie John D. Rockefeller, J. P. Morgan oder Cornelius Vanderbilt gehörten, einen bedeutenden Teil des nationalen Wohlstands an sich gerissen und industrielle Monopole errichtet. Im Jahr 1890 kontrollierte das reichste Prozent der Amerikaner mehr als die Hälfte des nationalen Eigentums. Die rasante Industrialisierung des Landes hatte die USA zu einer der größten Wirtschaftsmächte gemacht, bewirkte aber gleichzeitig katastrophale Zustände in städtischen Armenvierteln, Überlastung der Infrastruktur, Umweltverschmutzung und unsichere Arbeitsverhältnisse unter gefährlichen Arbeitsbedingungen. Daneben war das politische System des Landes von Patronage und Korruption geprägt.
Dagegen formierten sich Kräfte in der Gesellschaft, welche eine grundlegende Reform und Modernisierung der bestehenden politischen, sozialen, gesellschaftlichen und wirtschaftlichen Verhältnisse forderten, um den Herausforderungen der Zeit gerecht zu werden. Die progressive Bewegung, die sich zu bilden begann, war von den Ideen der Aufklärung geprägt und ging von einer Veränderbarkeit der menschlichen Kondition aus. Sie forderte eine größere Rolle des Staates in der Regulierung des wirtschaftlichen und sozialen Lebens und der Verbesserung der Situation der Allgemeinbevölkerung. Ein wichtiges Kennzeichnen der Progressiven war außerdem der Glauben an gesellschaftliche Planung und wissenschaftliches staatliches Management zur Lösung sozialer Probleme.  Die progressive Bewegung war vielfältig, stützte sich aber besonders auf die Mittelschicht. Zu ihren Anhängern gehörten Mitglieder beider großen Parteien (Demokraten und Republikaner). Ihr gegenüber standen konservative Kräfte der alten Rechten, welche eine Ausweitung der staatlichen Macht ablehnten.
Zu den Mitteln, die die Bewegung einsetzte, um ihre Ziele zu erreichen, zählten sozialer Aktivismus und die Unterstützung politischer Kandidaten auf lokaler, regionaler und nationaler Ebene. Bedeutende Aktivisten waren z. B. Jane Addams, die Immigranten bei der Integration in die amerikanische Gesellschaft half und Ida Tarbell, welche als Journalistin korrupte Praktiken bei der Standard Oil Company aufdeckte. Zu den politischen Anhängern der Bewegung zählten die Präsidenten Theodore Roosevelt (Amtszeit 1901 bis 1909) und Woodrow Wilson (Amtszeit 1913 bis 1921). Weitere wichtige Politiker waren die Republikaner Robert M. La Follette und Charles Evans Hughes sowie die Demokraten William Jennings Bryan und Al Smith. Ebenfalls bedeutende mit dem Progressivismus verbundene Personen waren Sophonisba Breckinridge, Walter Lippmann und Henry Ford.
Zu den wichtigsten Forderungen der Progressiven gehörten eine Verbesserung der Rechte von Arbeitern, die Einführung des Frauenwahlrechts, Wirtschaftsreformen und die Zerschlagung von Monopolen, der Umweltschutz und die Einführung von Maßnahmen zur Verbesserung der Situation der Armen durch den Aufbau eines Wohlfahrtsstaats. Hinsichtlich der Rechte von Arbeitern forderten Progressive die Stärkung von Gewerkschaften, die Einführung des Achtstundentages, die Abschaffung von Kinderarbeit, höhere Löhne und eine Verbesserung der Arbeitssicherheit. Gefordert wurden auf politischer Ebene eine Stärkung der direkten Demokratie, Maßnahmen zur Eindämmung der politischen Korruption und die Begrenzung des Einflusses von Großindustriellen auf die amerikanische Politik.
Die progressive Bewegung konnte bedeutende politische Erfolge erzielen. Durch den Pure Food and Drug Act von 1906 wurde der Verbraucherschutz verbessert und die Food and Drug Administration (FDA) geschaffen. Eine grundlegende Umgestaltung des Bankensystems erfolgte durch die Schaffung des Federal Reserve System im Jahr 1913 und die Einführung des Genossenschaftswesens in den USA mit der Gründung der ersten Credit Union im Jahr 1908. Der Clayton Antitrust Act von 1914 begrenzte den Aufbau von Monopolen, nachdem 1890 bereits der Sherman Antitrust Act verabschiedet wurde. Das bundesweite Wahlrecht wurde amerikanischen Frauen schließlich 1920 gewährt.
Viele Progressive sprachen sich für die Begrenzung der Einwanderung aus, um einheimische Arbeiter zu schützen. In der Ära wurden der Immigration Act (1917) verabschiedet und das National Quota Law (1921) eingeführt, welche Immigration einschränkte und Migration aus Asien fast komplett verbot. Auch verbesserte sich die Situation von Afroamerikanern und anderen Minderheiten nicht. Tatsächlich fällt die Zeit mit dem Tiefpunkt der amerikanischen Rassenbeziehungen (Nadir of American race relations) zusammen und der Ku-Klux-Klan verstärkte seine Aktivitäten. Einige Progressive waren Anhänger der Eugenik. Im Jahr 1907 verabschiedeten die Vereinigten Staaten als erstes Land ein Gesetz zur Zwangssterilisation, welches zur Sterilisation von über 60.000 Personen führte.
Außenpolitisch war der Spanisch-Amerikanische Krieg von 1898 das bedeutendste Ereignis der progressiven Ära. Die progressive Bewegung spaltete sich schließlich mit dem Beginn des Kriegseintritts der USA in den Ersten Weltkrieg. Auf die progressive Ära folgten nach dem Ende des Ersten Weltkriegs die Goldenen Zwanziger und die Great Depression. Viele Reformideen der progressiven Bewegung hatte später einen bedeutenden Einfluss auf den New Deal unter Franklin D. Roosevelt in den 1930er Jahren und den Ausbau des amerikanischen Sozialstaats.